# Corala Fantasia
Fantasia este un grup coral din judeṭul Vaslui, Romania și este condusă de dirijorul Vasile Negură ,profesor de muzică la gimnaziu.
Grupul coral, Fantasia a fost creat în anul 1995 de profesorul Vasile Negură.
Pe parcursul a 10 ani au facut parte din grupul coral mai mult de 200 de elevi. 

Premii și Diplome

Martie 1997- Locul I-Concursul Naṭional al Corurilor  Ṣcolare,     Piatra Neamṭ

Decembrie 1998- Premiul I -Concursul Naṭional de Muzică Religioasă,  Bucureṣti 

Mai   2000-locul I-Concursul Naṭional al Corurilor  Ṣcolare, Râmnicu Vâlcea

Iulie 2001-Diplomă de Excelenṭă- Festivalul Coral Internaṭional "Stimmenzauber", Berlin

Mai 2002-Locul I Concursul Naṭional al Corurilor  Ṣcolare, Timișoara

Iunie 2002-Locul I,II si Medalia de Aur la Festivalul Coral Internaṭional "Orlando di Lassso", Camerino, Italia

Mai 2004-Locul I -Concursul Naṭional al Corurilor  Ṣcolare,Bacău

2004-Premiul I "Cum Laude"- Festivalul Internaṭional al Corurilor pentru Tineret, Veldhoven, Olanda

2005-Festivalul Internațional Coral Wolfenbuttel,Germania

august 2005-Festivalul Internaṭional Coral,Brașov

noiembrie 2005-Festivalul Internaṭional Coral "Muzica Balcanilor" ,Bucuresti

2009-Premiul 1 la "Festivalul coral din Ohrid" categoria A

Turnee

Martie 1998-Chișinău,Moldova

Mai 1999-Stavros,Grecia

2000,2002,2004,2005-Alsacia si Bretania, Franṭa

Înregistrări

"Itinerarii muzicale"-casetă audio și CD

"Chants de Noël"-CD cu colinde realizat în Franta

"Rezonanṭe Folclorice"-CD cu lucrări reprezentative,realizat la Berlin